# Leucochrysa (Nodita) fuscinervis
Leucochrysa (Nodita) fuscinervis is een insect uit de familie van de gaasvliegen (Chrysopidae), die tot de orde netvleugeligen (Neuroptera) behoort. 
Leucochrysa (Nodita) fuscinervis is voor het eerst wetenschappelijk beschreven door Navás in 1914.